# Vierzy

Vierzy este o comună în departamentul Aisne din nordul Franței. În 1 ianuarie 2022 avea o populație de 378 de locuitori.